# Wavrechain-sous-Faulx
Wavrechain-sous-Faulx és un municipi francès, situat a la regió dels Alts de França, al departament del Nord. L'any 2006 tenia 410 habitants. Limita al nord-oest amb Marquette-en-Ostrevant, al nord amb Mastaing, al nord-est amb Bouchain, a l'oest amb Wasnes-au-Bac, a l'est amb Lieu-Saint-Amand, al sud-oest amb Hem-Lenglet, al sud amb Estrun i al sud-est amb Hordain.

## Demografia
| Evolució de la població |      |      |      |      |      |      |      |      |
| 1793                    | 1800 | 1806 | 1821 | 1831 | 1836 | 1841 | 1846 | 1851 |
| -                       | 414  | 449  | 531  | 539  | 550  | 555  | 621  | 638  |

| 1856 | 1861 | 1866 | 1872 | 1876 | 1881 | 1886 | 1891 | 1896 |
| ---- | ---- | ---- | ---- | ---- | ---- | ---- | ---- | ---- |
| 662  | 713  | 666  | 621  | 603  | 618  | 598  | 570  | 542  |

| 1901 | 1906 | 1911 | 1921 | 1926 | 1931 | 1936 | 1946 | 1954 |
| ---- | ---- | ---- | ---- | ---- | ---- | ---- | ---- | ---- |
| 480  | 465  | 440  | 396  | 418  | 1128 | 421  | 392  | 437  |

| 1962 | 1968 | 1975 | 1982 | 1990 | 1999 | 2006 | 2011 | 2016 |
| ---- | ---- | ---- | ---- | ---- | ---- | ---- | ---- | ---- |
| 406  | 393  | 393  | 357  | 375  | 368  | -    | -    | -    |

| 2019 | - | - | - | - | - | - | - | - |
| ---- | - | - | - | - | - | - | - | - |
| -    | - | - | - | - | - | - | - | - |

## Administració
| Període | Identitat         | Partit |
| ------- | ----------------- | ------ |
| 2001-   | Jean-Claude Maire |        |